# SONOKO
SONOKO（株式会社ソノコ、英: SONOKO Co., Ltd.）は、主にダイエットを目的とした健康食品や化粧品を製造・販売する企業、およびそのブランド。名称は創業者の鈴木その子の名を採ったものである。

## 概要
創業時の社名は株式会社ときの商事（ときのしょうじ）であり、その後株式会社トキノに変更。トキノ時代は女優の朝丘雪路をイメージキャラクターとして起用したテレビCMを放送していた。2000年に鈴木その子が死去した後、その知名度から翌2001年に社名を株式会社ソノコに社名変更した。
鈴木その子が晩年にはテレビ等のマスメディアを中心に美白で有名であったことから、一般には化粧品会社のイメージを持たれるが、鈴木は料理研究家でもあり、同社は食品事業を中心としている。現在は、食品事業・サプリメント事業・化粧品事業・カフェ事業の計4事業を展開している。
「人間は本来的に、自ら美しくなろうとする力が備わっている。必要なのは、細胞一つ一つの力を引き出し、内側から健康的に美しくなるということ」という内外美容の考え方に基づいている。商品の製造ポリシーとそこに通底する理論は、鈴木その子の代表作でミリオンセラーとなった著書『やせたい人は食べなさい―減量常識を破る奇跡の鈴木式』などの著作に記されている。

## 製品
食品は、保存料・化学調味料・合成着色料などの「食品添加物不使用」、加工油脂不使用の「ノンオイル調理」、農薬使用やトレーサビリティなど独自基準で選んだ「厳選素材」をポリシーとしている。加工油脂を使用しないカレーや中華食品など独自性のある商品も扱っている。
化粧品は、6つの無添加ポリシー（合成界面活性剤無添加、紫外線吸収剤無添加、合成色素無添加、防腐剤無添加、合成香料無添加、鉱物油無添加）に沿って作られている。また、肌の力や機能を高める美容成分は植物性エキスなど自然由来のものを厳選。肌にストレスとなるものは使用せず、必要なものだけを与える処方で製造されている。
サプリメントについては、機能成分として（生産方法や管理状況が見える）国産の魚介類と植物を使用。植物成分を多く含む製品については、最終製品で検査を行い製品に農薬が残留していないことを確認し、機能だけでなく、安全と安心も重視している。主力商品「GG（グリコーゲン・ゴールド）」は1990年に発売開始。創業者・鈴木その子の没後である2004年以降においてもなお130万本以上の販売実績がある。またサプリメント第2弾として、創業者の没年の2000年に発売した「荘水」は「GG」を補完する商品として、発売から55万本以上を販売している。
上記のポリシーに沿った商品について、食品は400アイテム以上、化粧品・サプリメントは100アイテム以上を扱っている。

## 店舗
- SONOKO CAFE（銀座幸ビル1F - 2F）
  - 1F：カフェフロア、食品販売 - 「ノンオイル・無添加・厳選素材」をコンセプトとしたカフェ。ノンオイルのカレーや中華など各種商品が試食でき、販売も行う。
  - 2F：ビューティーフロア、会員専用サロン - 美容に関するカウンセリングを実施。化粧品やサプリメントなどを取り扱う。SONOKO会員またはスタッフにアテンドを依頼した人のみ利用できる。

## 沿革
- 1974年：株式会社ときの商事設立。東京・銀座に新日本料理レストラン「トキノ」をオープン。
- 1976年：鈴木式（現在：SONOKO式）食事を提供することを目的に、レストラン「トキノ」を 美容健康料理の店 にリニューアル。
- 1982年：野菜菓子の製法特許を取得。
- 1983年：株式会社トキノへ社名変更。
- 1984年：鈴木その子式ダイエットの会 トキノ会 を発足。
- 1985年：全国へ 通信販売 を開始。本社を東京都港区高輪に移転。
- 1992年：銀座4丁目に「トキノ」直営店を開店し、化粧品・食品を販売。
- 1998年：本社を東京都港区浜松町に移転。銀座店 を銀座5丁目に開店。
- 2001年：株式会社ソノコへ社名変更。
- 2004年：オテル・リッツ・パリに、SONOKOブランド2004年モデルのバック登場。
- 2005年：関西地域の顧客からの要望により、7月に大阪・梅田店をオープン。
- 2007年：株式会社SONOKOへ表記を変更。
- 2008年：本社を東京都港区浜松町から現在地の銀座へ移転。「こころとからだにやさしい、おうちカフェ」をテーマに自社食品のコンセプトである「ノンオイル」「無添加」で調理した食事を提供する「SONOKOカフェ」をオープン。
- 2009年：｢42歳｣を共通テーマに、あらゆる年代のすべての前向きな女性を長期的かつ包括的にサポートするプロジェクト「my42ジブン応援プロジェクト」を発足。同プロジェクト中で、日本最大のレシピ共有サイト[誰?]との共同企画「ノンオイルレシピコンテスト」を開催。
- 2012年：銀座店2Fサロンをリニューアルオープン。サロン名を「la Belle Blanche」へ変更。
- 2013年：銀座店3Fにて、自社製品を使用しすべての工程をオールハンドで行う「SONOKOフェイシャルトリートメント」を開始。
- 2014年：銀座店をリニューアルオープン。素材にこだわった「SO CAFE」と食品フロア、素肌にやさしい化粧品フロアがある。「ピンクリボン活動」開始（以降毎年10月実施）。顧客やメディアに向けて乳がん早期発見の重要性を啓蒙。
- 2016年：トリドール（現在：トリドールホールディングス）により買収され、同社の完全子会社となる。
- 2021年：経営陣によるマネジメント・バイアウト (MBO) を実施。